# Bergbau in Ghana
Ghana ist reich an Bodenschätzen. Der Bergbau in Ghana spielt seit Jahrhunderten eine wesentliche Rolle für die Wirtschaft des Landes.  Bereits das vorkoloniale Ghana hatte eine lange Tradition des Goldbergbaus. Gold war auch der primäre Grund für die ersten Niederlassungen der Europäer im 15. Jahrhundert. Erst später dominierten Sklavenhandel bzw. wurde der gegen Ende des 19. Jahrhunderts eingeführte Kakaoanbau zu einem wichtigen Wirtschaftsfaktor.  Etwa 93 % an der Gesamtproduktion Ghanas an mineralischen Gütern stammen aus dem Goldbergbau, dem damit im Bergbausektor eine überragende Bedeutung zukommt.
Seit 1983 ist der Bergbausektor in Ghana weitgehend privatisiert worden und wird heute durch ausländische Unternehmen dominiert, die zumeist Joint Ventures Beteiligungen ghanaischer Unternehmen vorweisen. Ein Joint Venture zwischen Südafrika und Ghana ist z. B. AngloGold Ashanti, welches heute das zweitgrößte Bergbauunternehmen der Welt ist. Der ghanaische Staat hält entsprechend gesetzlicher Vorgaben einen Mindestanteil von 10 % an jedem Bergbauunternehmen in Ghana.
Die ghanaische Bergbaupolitik steht in der Kritik, da sie nach Meinung unabhängiger Stellen nicht auf die Belange der Menschen und der Umwelt Rücksicht nimmt, sondern höchst einseitig die Interessen der Industrie verfolgt.

## Bergbausektor
| Ghanas Bergbausektor              | Ghanas Bergbausektor | Ghanas Bergbausektor            |
| Jahr                              | Export               | Wachstumsrate gegenüber Vorjahr |
| --------------------------------- | -------------------- | ------------------------------- |
| Jahr                              | Mio. USD             | %                               |
| 2002                              | 853,5                | + 4,5                           |
| 2003                              | 893,6                | + 4,7                           |
| 2004                              | 906                  | + 4,1                           |
| Quelle: Deutsche Botschaft, Accra |                      |                                 |

Ghanas Bergbausektor ist der größte Arbeitgeber im Land nach der Regierung und an den Exporterlösen des Landes im hohen Maß (ca. ein Drittel) beteiligt. Der Goldexport spielte bereits in vorkolonialer Zeit eine bedeutende Rolle. Auch wenn Ghanas Goldexporte heute im Weltmaßstab eine eher untergeordnete Bedeutung haben, ist der Goldexport für das Land lebenswichtig und spielt eine tragende Rolle bei der Verbesserung der wirtschaftlichen Leistungsbilanz.
In der Chambers of Mines sind derzeit die ca. 30 wichtigsten aktiven Bergbauunternehmen (ca. 230 halten eine Lizenz) zusammengefasst. Insgesamt sind in diesen Betrieben ca. 80.000 Menschen offiziell beschäftigt. Insbesondere die großen Bergbauunternehmen sind mächtige Strukturen innerhalb des Landes und mit einer enormen Finanzkraft ausgestattet. Die größte Minengesellschaft Ghanas ist die AngloGold Ashanti Corporation, die 2003 durch die Fusion von AngloGold Ltd. und Ashanti Goldfields Ltd. entstanden ist, mit einem Eigenkapital von ca. 79,1 Billionen Cedi.
Eines der größten Probleme des ghanaischen Bergbausektors ist die vergleichsweise schlechte Infrastruktur, ohne deren Funktionieren sich Bergbau nicht wirtschaftlich gestalten lässt. Der Eisenbahn kommt dabei, sofern man nicht Wasserwege zur Verfügung hat, eine Schlüsselstellung zu. In Ghana hat man jedoch das Hauptproblem, dass die Instandhaltung der Schienenwege seit der Unabhängigkeit nur ungenügend betrieben wurde. Dies führte in den 1970er und 1980er Jahren des Öfteren, zuletzt 2004, zu Lieferausfällen bei Bergbauerzeugnissen. Aktuell wird mit einem großen Infrastruktur Programm bis 2014 das Schienennetz erneuert und vergrößert (siehe Ghana#Schienenverkehr). Hinzu kommt, dass Straßen außerhalb der Hauptrouten zum wesentlichen Teil lediglich Pisten sind, die zudem in der Regenzeit durch Überschwemmungen blockiert sind. Die Versorgung mit Energie ist nur unzuverlässig gegeben. Immer wieder legen Stromausfälle auch Teile der Förderung lahm. Teilweise haben die Minenbetreiber eine eigene Stromversorgung installiert. Insbesondere die Aluminiumschmelze bei Tema, welche Aluminium auf elektrolytischem Weg erzeugt, ist sehr abhängig von den Energielieferungen, die durch das Akosombo-Wasserkraftwerk am Volta-Stausee zur Verfügung gestellt werden. Besonders in Trockenjahren, bei Niedrigwasserstand im Stausee, konnte in der Vergangenheit das Kraftwerk nicht im vollen Umfang die in Tema benötigte Energie liefern, was letztlich zu einem jahrelangen Rechtsstreit zwischen der ghanaischen Regierung und dem US-amerikanischen Betreiberunternehmen geführt hat. 2004 bekam der Sektor mit den steigenden Kraftstoffpreisen ein weiteres Problem hinzu, nachdem die Kraftstoffpreise von der Regierung mehr oder weniger freigegeben wurden. Die Reaktion des Marktes bestand zunächst in einer drastischen Preiserhöhung bei so ziemlich allen Erdölendprodukten. Hinzu kommen die Preisentwicklungen auf dem internationalen Rohstoffmarkt. Vor allem durch die hohen Goldpreise konnte der Bergbausektor 2004 insgesamt ein Wachstum von 4,1 % vorweisen.
Die Goldproduktion wird in Ghana an den wichtigsten Goldminen der AngloGold Ashanti durch Tagebau betrieben. Diese an sich gegenüber Untertage-Abbau kostengünstigere Abbauvariante verursacht durch die großflächige Umgestaltung der Oberfläche allerdings auch große Umweltschäden. Die Bergbaukonzerne sind u. a. auch zur Wiederaufforstung aufgefordert.

### Gold

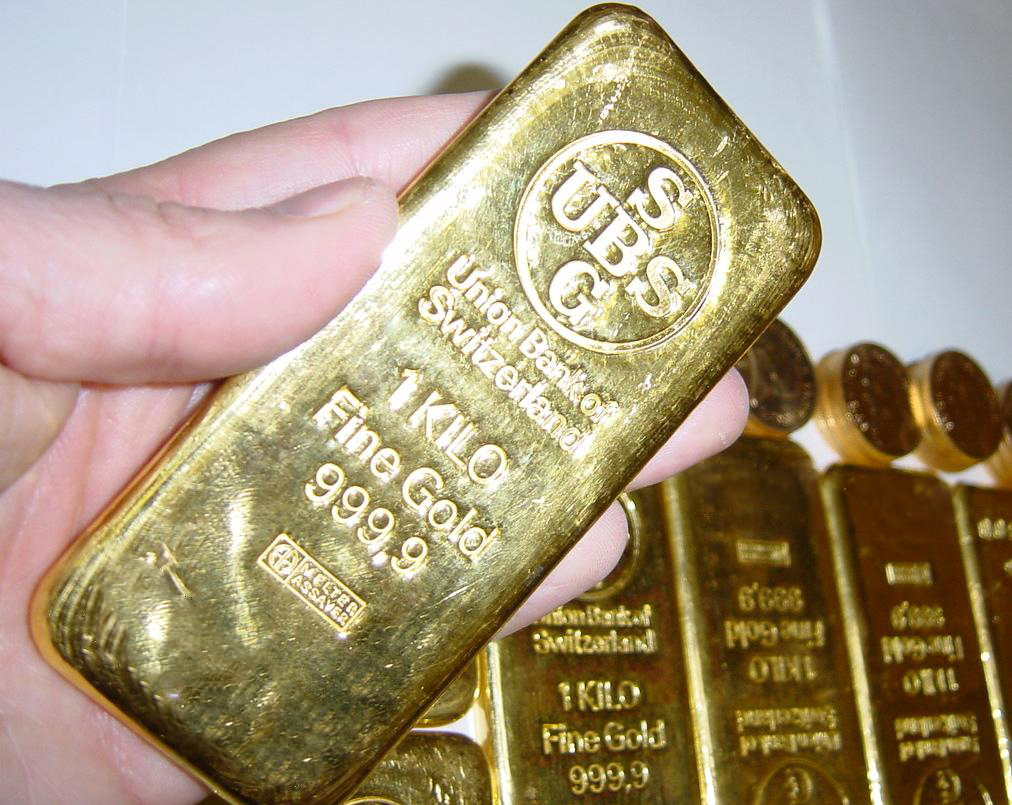
1 kg Gold

Gold ist Ghanas wichtigstes Exportgut. Etwa ein Drittel der Exporterlöse und 93 Prozent der Produktion des Bergbausektors hängen mit der Förderung von Gold zusammen.

#### Goldproduktion in der Kolonialzeit
Die Anfänge der modernen Goldminenindustrie in Ghana datieren auf den Januar 1878, als auf Anregung des Franzosen Pierre Bonnat im Aschantireich eine kleine Bergwerksgesellschaft mit dem Namen African Gold Coast Company entstand und bei Awuda mit der Goldförderung begann. Einige Zeit später verlegte sie ihren Tätigkeitsschwerpunkt nach Tarkwa. Bis 1880 folgten mit der Messrs. Swanzy and Company, der Effuenta Gold Mining Company und der Gold Coast Mining Company drei weitere Gesellschaften, die ihre Tätigkeiten speziell auf die Ausbeutung der Goldvorkommen im Tarkwa-Aboso-Gebiet konzentrierten. Die Hoffnungen der internationalen Finanzwelt in die noch junge Industrie waren beträchtlich und schon bald waren Goldküsten-Minenanteile der große Renner an den Börsen in Paris und London, besonders nachdem im Jahre 1881 sieben und 1882 elf weitere Minenunternehmen den Goldbergbau auf der Goldküste begannen. Obwohl die Tarkwa-Aboso-Gegend bereits seit Jahrhunderten ein afrikanisches Goldförderzentrum gewesen war, war das schnelle Fußfassen der Europäer vor allem auf die ihnen zur Verfügung stehenden Pumpausrüstungen zurückzuführen, mit denen das bisherige Hauptproblem der Goldsucher, die gefürchteten Wassereinbrüche in den unterirdischen Stollen, gemeistert werden konnte.
Die ohne Zweifel übertriebenen Berichte über den Reichtum der neu erschlossenen Goldfelder zogen auch zahlreiche europäische Auswanderer als Goldschürfer an die Goldküste. Die Kolonialregierung zeigte sich angesichts des unerwarteten massenhaften Zustroms von Europäern schon bald ernsthaft beunruhigt. Mit dem Aufschwung der Minenindustrie war auch ein lebhafter Handel mit Minenkonzessionen entstanden, der nun zunehmend außer Kontrolle geriet und welcher zukünftiges Konfliktpotential zwischen Europäern und einheimischen Landeignern geradezu heraufbeschwor.
Der „jungle boom“, wie er damals genannt wurde, war jedoch dramatisch kurzlebig. Waren es noch elf neu registrierte Gesellschaften 1882, war es nur noch eine 1883 und keine mehr 1884.
Systematische geologische Untersuchungen sowie der Bau einer Eisenbahnlinie von Sekondi nach Tarkwa und von hier aus weiter nach Obuasi, einschließlich eines Abzweiges Tarkwa-Prestea, führten in der Zeit der Jahrhundertwende vom 19. zum 20. Jahrhundert bis zum Ersten Weltkrieg zu einem raschen Aufschwung der Goldbergbaus. Hinzu kam ein verstärkter Zuzug von billigen Arbeitskräften aus den Nordterritorien, was eine rasche Entwicklung des Goldbergbaus im Tarkwa-Obuasi-Prestea-Gebiet zusätzlich noch förderte. In den Jahren vor dem Ersten Weltkrieg war Gold der weitaus wichtigste Exportartikel der Goldküste, der etwa die Hälfte des gesamten Exportwertes der Kolonie ausmachte.

#### Goldproduktion im heutigen Ghana
| Export Ghanas – Gold – | Export Ghanas – Gold – | Export Ghanas – Gold – | Export Ghanas – Gold – | Export Ghanas – Gold –                 | Export Ghanas – Gold –                                |
| Jahr                   | Produktion             | Produktion             | Export                 | Anteil am Gesamt- export- erlös Ghanas | Anteil Ghanas an der Gesamt- welt- produktion an Gold |
| ---------------------- | ---------------------- | ---------------------- | ---------------------- | -------------------------------------- | ----------------------------------------------------- |
| Jahr                   | [ 8 ]                  | [ 9 ]                  | [ 8 ]                  | [ 8 ] [ 10 ]                           | [ 9 ]                                                 |
| Jahr                   | kg                     | kg                     | Mio. USD               | %                                      | %                                                     |
| 1963                   | 28.646,30              |                        |                        |                                        |                                                       |
| 1985                   | 9.319,07               | 12.000                 | 90,6                   |                                        | 0,77                                                  |
| 1986                   | 8.930,55               | 11.500                 |                        |                                        | 0,70                                                  |
| 1987                   | 10.075,22              | 11.700                 |                        |                                        | 0,68                                                  |
| 1988                   | 11.630,74              | 12.100                 |                        |                                        | 0,63                                                  |
| 1989                   | 13.358,20              | 15.300                 |                        |                                        | 0,74                                                  |
| 1990                   | 16.831,55              | 17.300                 | 201,6                  |                                        | 0,81                                                  |
| 1991                   | 26.362,03              | 27.300                 | 300                    |                                        | 1,26                                                  |
| 1992                   | 31.247,33              | 33.300                 |                        |                                        | 1,48                                                  |
| 1993                   | 39.249,17              | 41.400                 |                        |                                        | 1,79                                                  |
| 1994                   | 44.741,82              | 44.500                 |                        |                                        | 1,94                                                  |
| 1995                   | 53.369,43              |                        | 647,3                  | 45,2                                   |                                                       |
| 1996                   | 49.262,62              |                        | 612,4                  |                                        |                                                       |
| 1997                   | 54.507,34              |                        |                        |                                        |                                                       |
| 1998                   | 73.749,70              |                        |                        |                                        |                                                       |
| 1999                   | 81.121,04              |                        |                        |                                        |                                                       |
| 2000                   | 76.425,97              |                        | 702,0                  | 42,0                                   |                                                       |
| 2001                   | 74.068,11              |                        | 617,8                  |                                        |                                                       |
| 2002                   | 69.573,28              |                        | 689,1                  | 25,7                                   |                                                       |
| 2003                   | 70.748,81              |                        | 830,1                  | 27,5                                   |                                                       |
| 2004                   | 63.139,12              |                        | 838,7                  |                                        |                                                       |
| 2005                   | 63.100,00              |                        |                        |                                        | 2,5                                                   |
| 2006                   | 63.100,00              |                        |                        |                                        | 2,6                                                   |
| 2007                   | 84.000,00              |                        | 1.733,8                | 41,5                                   | 3,53                                                  |
| 2008                   | 81.000,00              |                        | 2.246,3                | 42,6                                   | 3,44                                                  |

Zur Zeit der Erlangung der Unabhängigkeit kann man die Lagerstätten, an denen Goldbergbau stattfand, als drei größere Goldfelder zusammenfassen:
a) die Tarkwagruppe, die sich im Küstenhinterland des Kaps der drei Spitzen zwischen dem Ankobra-Fluss und etwa Sekondi erstreckt,
b) die Ashantigruppe, welche die Lager in Adansi, der Regionen des Bosumtwe-Sees und dem Gebiet von Kumasi bis nach Gyaman hinein umfasst, sowie
c) das akimische Goldfeld, das hauptsächlich in Akim-Abuakwa in der Region um dessen Hauptstadt Kibi gelegen ist.
Daneben gab es damals auch noch eine weitere Lagerstätte in der Region von Wa und Bole (NW-Ghana), in der Goldbergbau betrieben wurde, über die allerdings kaum etwas bekannt ist. Sie wird aber als der nördliche Ausläufer des Kumasi-Feldes beschrieben.
In den ersten Jahren der Unabhängigkeit wurden sechs Goldminen ausgebeutet, fünf davon von der State Mining Corporation (SMC) mit Hilfe staatlicher Zuschüsse.
Infolge wirtschaftlichen Missmanagements und in Verbindung mit politischer Instabilität ging die Goldproduktion jedoch in den ersten Dezennien der Unabhängigkeit immer mehr zurück. Hatte man noch Anfang der 1960er Jahre etwa 28 t/Jahr produziert, waren es Mitte der 1980er Jahre nur noch um die 9 t/Jahr.
Das Strukturelle Anpassungsprogramm vom Internationalen Währungsfonds der Weltbank von 1983 als wirtschaftliches Wiederaufbauprogramm für Ghana beinhaltete daher auch die Förderung des Goldsektors. In Umsetzung dessen folgten radikale Reformen für den Bergbau, mit denen Privatisierungen staatlicher Minenbetreiber und eine neue Investitionsstrategie in Gang gesetzt wurden. Seitdem wurden ca. sechs Milliarden USD an ausländischen Direktinvestitionen (FDI) in den Bergbau investiert (Zahl von 2005), davon 95 % im Goldbergbau. Bis zur Jahrtausendwende stieg Ghanas Goldproduktion auf mehr als 62 t/Jahr an und Gold wurde zum wichtigsten Exportgut und Devisenbringer des Landes. Im Jahre 2000 gab es in Ghana mehr als 230 Unternehmen, die im Goldbergbau beschäftigt waren. Hinzu kam ein Kleinstbergbau von ca. 150.000 „Familienunternehmen“.

##### Obuasi
Das Goldfeld von Obuasi, ist die reichste Goldmine Ghanas und die neuntgrößte Goldmine der Welt. Die Gegend wurde einmal als „die reichste Quadratmeile Afrikas“ bezeichnet. In einer Tiefe von 1200 bis 1500 m lagern hier geschätzte 300 t abbaubares Gold. Weitere goldführende Schichten befinden sich in ca. 3000 m Tiefe. Die Goldproduktion in Obuasi wurde 1968 von der britischen Lonrho Ltd. übernommen und wird heute von der Ashanti Goldfields Corporation betrieben, die zu wesentlichen Teilen eine Tochtergesellschaft der Lonrho PLC ist, an der auch der Staat Ghana beteiligt ist, der im April 1994 noch 31 % der Gesellschaftsanteile besaß. Im August 1995 sank jedoch der staatliche Anteil im Zuge einer ordentlichen Kapitalerhöhung, an der sich der Staat Ghana nicht beteiligte, auf 28,8 %, wodurch das Anteilsvolumen der Lonrho PLC auf 41,4 % stieg. Als im Jahre 1996 Gerüchte über Übernahmeabsichten durch die südafrikanische Anglo American Corporation auftauchten, erwarb Ashanti Goldfields die britische Cluff Ressources, die International Gold Ressources of Toronto und die GLAMCO. Zudem fusionierte man mit der australischen Gesellschaft Golden Shamrock Mines. Dadurch bekam man Zugang zu den Börsen in New York und Toronto. Durch die Erweiterungen sank der Anteil des Staates Ghana an Ashanti Goldfields auf 19 % und der von Lonrho auf 34 %.
Im Jahre 1992 war durch die Ashanti Goldfields ein 350 Millionen USD-Investitionsprogramm gestartet worden, um die Produktionskapazität aus unterirdischen Goldquellen in Obuasi auf 18 t/Jahr zu steigern. Hierbei wurde ein neues Sulfid-Verfahren eingeführt, das bei Goldförderung in Verbindung mit neuen Tagebau-Techniken angewandt wurde. Der Ertrag der Obuasi-Hauptmine erreichte dadurch ein Volumen von 29 t im Jahr 1995, überstieg 31 t im Jahre 1996, fiel aber dann wieder auf 26 t im Jahre 1998. Trotz der Steigerung in der Ausbringungsmenge sank der Vor-Steuer-Profit der Ashanti Goldfields im Jahre 1996 um 46 % auf 60,1 Millionen USD, was hauptsächlich den gestiegenen Verfahrenskosten zugerechnet wurde. Es wurde ein Paket von Korrekturmaßnahmen ins Auge gefasst, das sich hauptsächlich auf die Neuverhandlung größerer Lieferverträge, Rationalisierungen unter der Arbeiterschaft und die Eliminierung von Hochkostenfaktoren richtete. In der Zwischenzeit fiel jedoch der Goldpreis auf dem Weltmarkt auf ein 20-Jahres-Tief (Juli 1997) und verschlechterte sich bis Mai 1999 sogar noch weiter. Gleichzeitig initiierten die Minenarbeiter im Mai 1999 Streikaktionen in Verbindung mit Lohnerhöhungsforderungen. Im Jahr 2000 drosselte Ashanti Goldfields seine Produktion und entließ 3.000 der 10.000 beschäftigten Minenarbeiter. Bei der Begründung wurde auf mangelnde Rentabilität verwiesen, die infolge der hohen Kostenintensität, die der Abbau in großen Tiefen mit sich bringt, in den letzten Jahren immer mehr nachgelassen hatte. Das Unternehmen hatte ohnehin seit 1998 keine Dividende mehr gezahlt. Die südafrikanische Bergwerksgesellschaft AngloGold war angesichts des Potentials der Mine nicht nur bereit, Finanzkapital einfließen zu lassen, sie verfügte auch über weitreichende Erfahrungen im technisch aufwendigen Tiefbergbau. Im April 2004 fusionierte Ashanti Goldfields unter Zustimmung des Obersten Gerichts von Ghana sowie des ghanaischen Parlaments mit der AngloGold zur AngloGold Ashanti und somit zum zweitgrößten Goldbergbaukonzern der Welt. Die Aktien des neuen Unternehmens werden an den Börsen von Johannesburg, London, New York und am Euro Next Stockmarket gehandelt. Mit 8600 Angestellten (davon 90 % Ghanaer) ist AngloGold Ashanti der größte Arbeitgeber in Ghana nach der ghanaischen Regierung.

##### Tarkwa

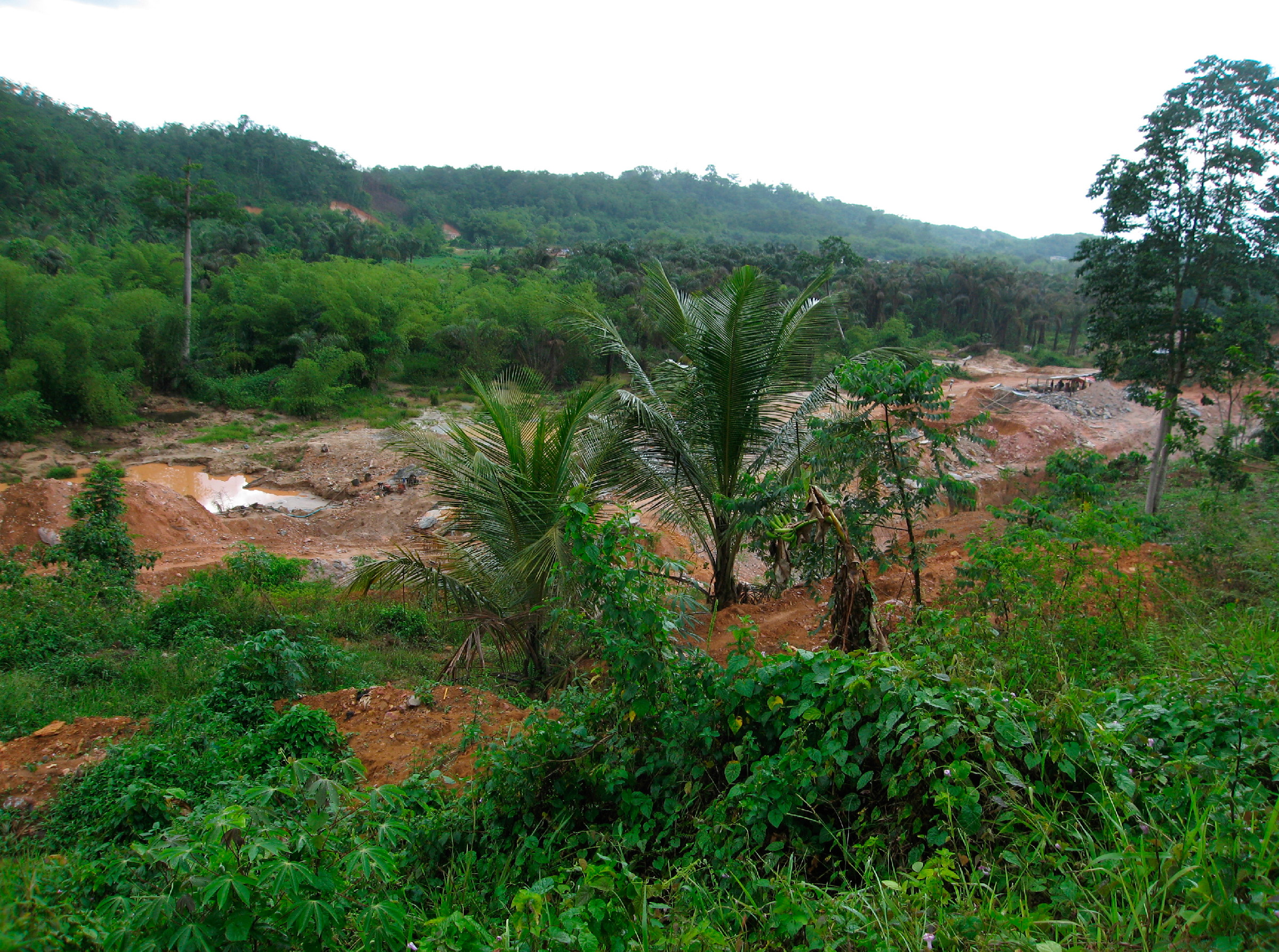
Kleinstbergbau in Tarkwa

Außerhalb der Ashanti Goldfields kamen Investitionen im Goldbergbau Ghanas in den 1990er Jahren vornehmlich aus dem privaten Bereich, da die regierungseigene State Gold Mining Corporation (SGMC) fortgesetzt mit technischen Schwierigkeiten zu kämpfen hatte und zu eigenen Investitionen nicht in der Lage war. Insbesondere im Zuge mit den politischen Umwälzungen in Südafrika drängten zahlreiche südafrikanische Investoren ins Land und kauften in der Mitte der 1990er Jahre von der SGMC die Betreibergesellschaft der Tarkwa Goldminen, deren Goldreserven zum damaligen Zeitpunkt mit 400 t veranschlagt wurden. Die Goldfields Ghana Ltd., welche seitdem den Abbau in Ghana betreibt, ist eine Tochter der südafrikanischen Goldfields Ltd., dem weltweit viertgrößten Goldproduzenten. Tarkwa ist die zweitgrößte Mine des Landes. Hier wurden 2003 25,2 % des ghanaischen Goldes abgebaut.

#### Galamsey Mining

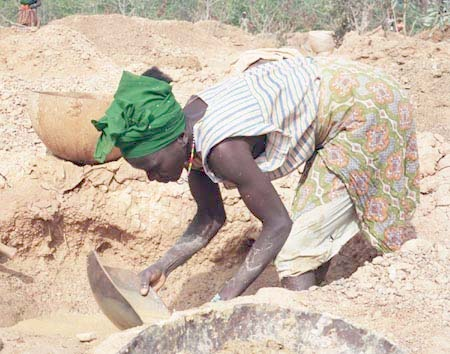
Goldwäscherin in Westafrika

Galamsey Mining ist der in Ghana gebräuchliche Begriff für den illegalen Kleinstabbau, der oft durch Frauen und Kinder am Rande der legalen Abbaugebiete betrieben wird. Der in harter körperlicher Arbeit bewerkstelligte Abbau findet hier unter den denkbar schlechtesten Arbeitsbedingungen statt, vor allem, was die Gesundheit anbelangt. Die größte Gefahr geht dabei von den zur Goldgewinnung verwendeten, hochgiftigen Chemikalien (Cyanide, Quecksilber) aus, die zumeist vollkommen ungeschützt eingesetzt werden. Ein nicht unerheblicher Teil der durch den Bergbau verursachten Umweltschäden geht auf das Konto der Galamsey Miners. Hinzu kommt, dass durch illegale Sprengungen und illegal getriebene Tunnelgänge es immer wieder zu Überflutungen in den legalen Minen kommt. Erdeinbrüche und Löcher im Waldboden sind ebenfalls Ergebnisse von Galamsey-Aktivitäten. Die Arbeiter leben dabei zumeist in Subsistenzwirtschaft und zudem mit der ständigen Angst, vom Wachpersonal der Minen oder der Polizei verhaftet zu werden. Zudem sind sie schutzlos skrupellosen Betrügern ausgeliefert, die als Aufkäufer in Erscheinung treten. Gemäß Schätzungen werden jährlich etwa 4000 kg Gold und auch ein großer Teil an Diamanten auf diese Weise illegal gefördert und verkauft.
Auf Seiten der Regierung gab es 2004/2005 Bestrebungen, diesen ineffizienten Abbau in irgendeiner Form zu legalisieren, um somit wenigstens ein gewisses Grundniveau an Sicherheit, Gesundheits- und Umweltschutz zu erreichen. Seit März 2005 müssen sich daher die Galamsey Miners, die hauptsächlich in der Western Region anzutreffen sind, offiziell als small-scale industrialists registrieren lassen. Zudem wird von der AngloGold Ashanti, welche die Obuasi-Mine betreibt, Unterstützung bei alternativen landwirtschaftlichen Projekten angeboten. Bislang war die Bereitschaft zur Registrierung und zur Verlagerung des Tätigkeitsschwerpunkts jedoch eher gering.

#### Soziale Auswirkungen des Goldbergbaus
Mit dem Technologiefortschritt, mit sich auch die Ausbeutung von weniger goldhaltigen Schichten wirtschaftlich gestalten lässt, sowie mit dem Übergang zum Tagebau bei der Goldförderung entstand auch ein enormer Landbedarf. Wasserverschmutzung, Steinschlag nach Sprengungen, Benutzungsverbote für vormalige Wege, Bebauungsverbote für vormalige Felder und Farmen auf Konzessionsgebiet, Lärmbelästigungen, bis hin zu Beeinträchtigungen nach Giftunfällen führten in der Vergangenheit häufig zu sozialen Spannungen zwischen denen, die zur Verteidigung ihrer Rechte eintreten wollten, und denen, die sich durch kleine Geschenke lieber ruhigstellen ließen.
Die betroffenen Landbesitzer haben in Ghana praktisch keine Einflussmöglichkeit auf die Lizenzvergabepraxis. Wenn überhaupt, dann erfahren sie nur irgendwann, dass ihr Land durch einen speziellen Vertrag der Regierung an ein Bergbauunternehmen gegeben wurde, ohne dass sie über Details informiert werden. Die Unternehmen sind zwar aufgefordert, die Einwohner der betroffenen Dörfer zu entschädigen, aber diese Zahlungen sind zumeist unangemessen niedrig, aber, wie es scheint, immerhin hoch genug, dass sich viele damit ruhigstellen lassen. Manche Unternehmen bemühen sich allerdings um einen Ausgleich und investieren in Infrastruktur, Schulen, Wasseranschlüsse oder sonstige humanitäre Hilfe, die der gesamten lokalen Bevölkerung zugutekommt. Eine Verpflichtung hierzu besteht jedoch nicht.
Neben den erheblichen gesundheitlichen Folgen für die Bevölkerung im Fördergebiet ist der Entzug der wirtschaftlichen Grundlage der Bevölkerung ein wichtiger Aspekt von Menschenrechtsorganisationen. Wenn die Bevölkerung nicht direkt vertrieben, sondern geduldet wird, entzieht ihnen der extensive Tagebau häufig die Lebensgrundlage, die Subsistenzwirtschaft. Die ländliche Bevölkerung findet mangels adäquater Ausbildung keine Anstellung in der Mine. Die Bauern werden enteignet, oft seit Generationen im Eigentum der Dorfbewohner stehenden Ackerflächen müssen dem Tagebau weichen. Den Bergbauunternehmen wird teilweise vorgeworfen, ihr Konzessionsgebiet zu verschieben, ohne neue Lizenzen zu erwerben.

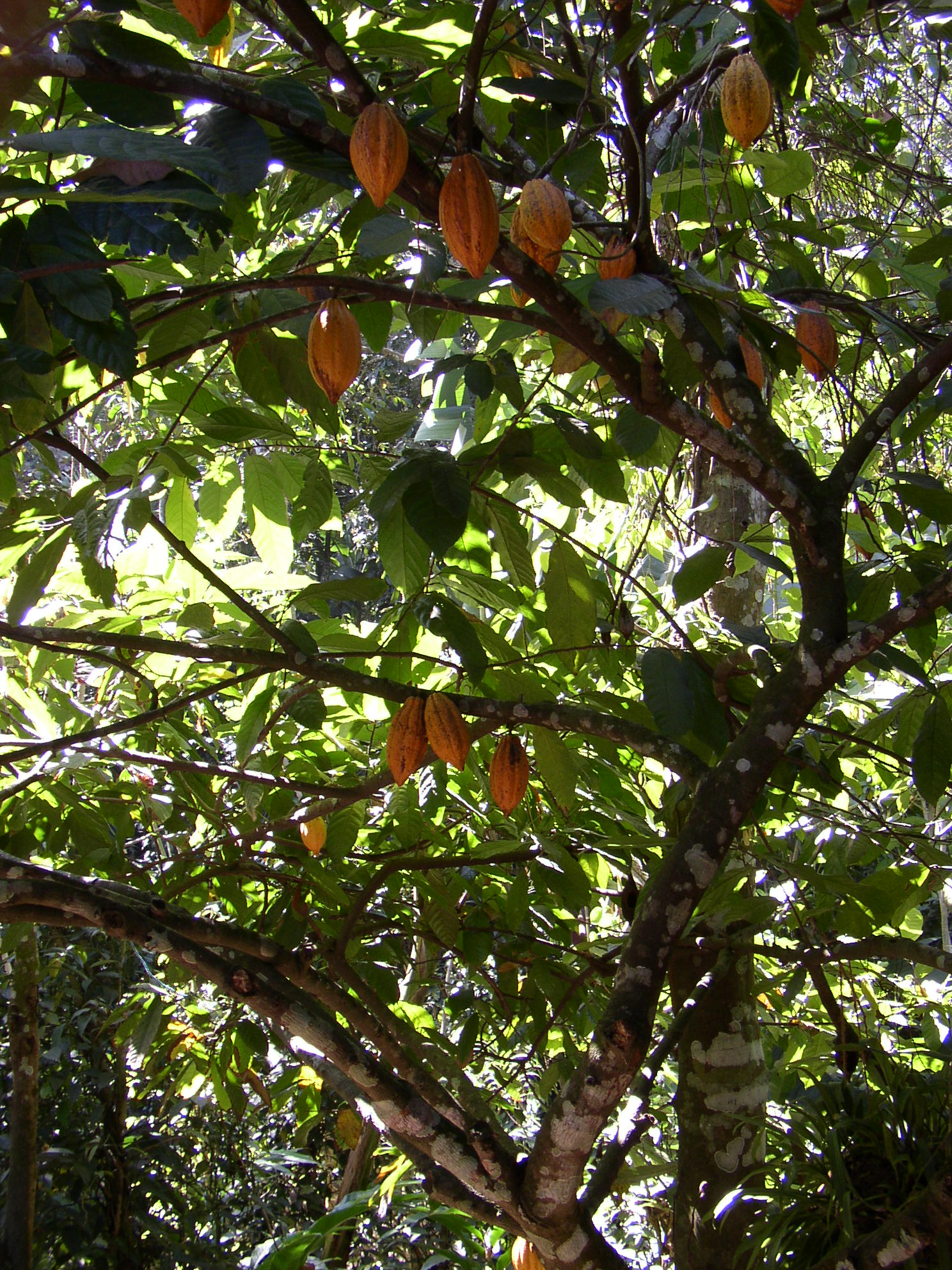
Kakaobaum

Viele Minengebiete des Goldbergbaus liegen auch in den Gebieten, in denen seit Kolonialzeiten Kakaoanbau betrieben wird. Für viele Klein- und Kleinstbauern ist die Produktion von Kakao häufig die einzige Einnahmequelle neben der Subsistenzwirtschaft. Für einen Kakaobaum sollen Zahlungen von 7 USD geleistet worden sein. Für diesen Betrag ist es den Betroffenen nicht möglich eine vergleichbare wirtschaftliche Grundlage zu erlangen. Allein die Ernte eines Jahres würde pro Baum etwa 35 USD einbringen. Hinzu kommt, dass ein  neugepflanzter Kakaobaum erst nach mehreren Jahren wieder einen veräußerbaren Ertrag erbringt. So sollen allein im Konzessionsgebiet der US-amerikanischen Newmont Mining Corporation in der Brong Ahafo Region ca. 16.000 Menschen ihre Arbeit in Kakaosektor verloren haben. Im Vergleich dazu hat der gesamte Bergbausektor im Jahr 2005 etwa 15.396 Arbeiter in den Minen eingestellt.
Mit diesem Vorwurf sind teilweise auch Beschuldigungen hinsichtlich massiver Menschenrechtsverletzungen gegenüber der ghanaischen Regierung verbunden. Auch soll es vereinzelt bei Demonstrationen zu gewalttätigen Übergriffen gekommen sein. Die finanzstarken Bergbauunternehmen stehen in dem Verdacht eigene „Schutztruppen“ ins Leben gerufen zu haben, die bei der Durchsetzung der eigenen Interessen helfen sollen.
Mit der WACAM (Wassa Association of Communes affected by Mining, Wassa West District) hat sich in einem der Hauptbergbaugebiete des Wassa-Landes eine Nichtstaatliche Organisation (NGO) als Interessenvertretung der durch den Bergbau betroffenen Bevölkerung organisiert. Sie ist auf sozial- und umweltpolitischem Gebiet sehr aktiv und verlangt zum Beispiel eine gerechte Beteiligung der lokalen Bevölkerung bei der Verwendung der aus dem Mineral Development Fund an die Kommunen zurückfließenden Gelder. Ghana hat sich, was eine Transparenz der aus den rohstofffördernden Unternehmen an den Staat fließenden Abgaben anbelangt, als Pilotland (neben Nigeria und Aserbaidschan) zur Umsetzung von Extractive Industries Transparency Initiative (EITI) zur Verfügung gestellt, einer Initiative, die auf dem Weltwirtschaftsgipfel 2003 in Evian ins Leben gerufen wurde um die Korruption in Entwicklungsländern zu bekämpfen. EITI fordert eine Transparenz der Zahlungsströme hinsichtlich der von rohstofffördernden Unternehmen als Abgaben an den Staat fließenden Gelder.
Ende Mai 2005 rief der Minister für Land, Forsten und Bergbau, Dominic Fobih, die Minengesellschaften zur Vorlage von Sozialplänen auf und beschloss in Umsetzung von EITI die Einsetzung einer weiteren Kommission zur Überwachung der Verwendung der an die Kommunen fließenden Zahlungsmittel.

#### Umweltpolitische Aspekte des Goldbergbaus
Ghanas größte Umweltbedrohung ist der Bergbau. Immer wieder gelangen hochgiftige Chemikalien, die zur Goldgewinnung verwendet werden (Cyanide, Quecksilber), in den Wasserkreislauf und verursachen lokales Fischsterben und Vergiftungserscheinungen in der Bevölkerung. Häufig werden solche Probleme durch die illegalen Galamsey Miners verursacht. Von den Umweltaktivisten Ghanas wird jedoch die Regierung der gezielten Fehlinformation und Zurückhaltung von Informationen verdächtigt, wie z. B. beim Unfall Anfang 2005, als bei der Bogoso Gold Ltd. (Wassa West District) eine größere Menge Cyanid in die Gewässer der Umgebung austrat und die Bevölkerung gar nicht oder nur ungenügend informiert wurde.

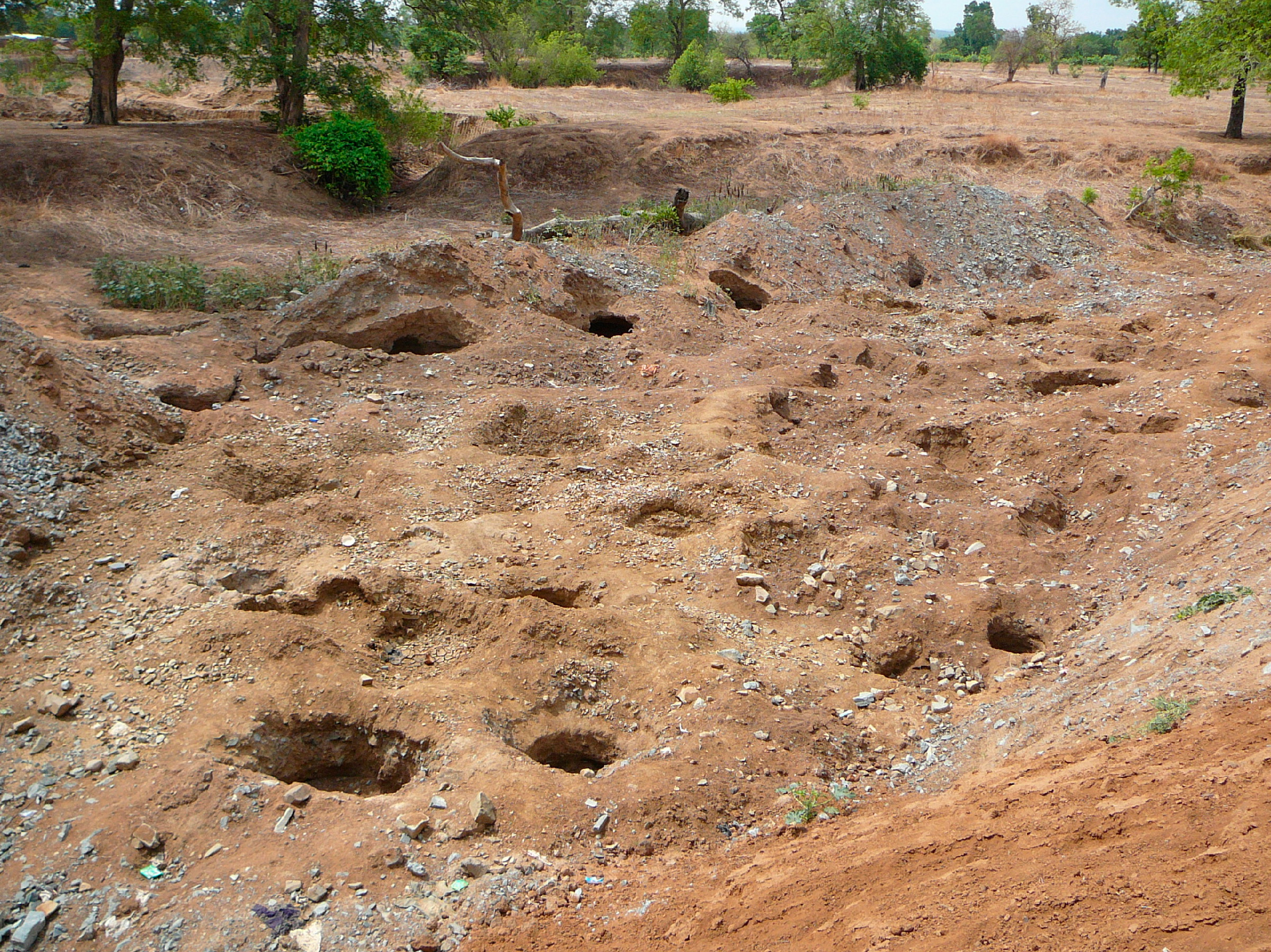
Durch den Kleinstbergbau an der Landschaft entstandene Schäden

Ein weiterer ökologischer Aspekt des Goldbergbaus ist die Waldzerstörung, die mit der Einführung des Tagebaus bedrohliche Züge angenommen hat. Die Bergbaukonzerne erhielten Auflagen zur Wiederaufforstung, die in der Regel auch eingehalten werden. Problematisch sind jedoch auch die Schäden durch die vielen illegalen Gold- und Diamantensucher.
Ein trauriges Kapitel ist in diesem Zusammenhang die Mine bei Esase (Ashanti Region), wo seit 1991 eine Goldmine von der kanadischen Bonte Gold Mines Ltd. betrieben wurde. Der Konzern wurde im Juli 2004 liquidiert. Alle Operationen wurden kurzfristig eingestellt und praktisch über Nacht verließen die Konzernvertreter das Land. Man hinterließ 18 Millionen USD Schulden gegenüber dem Staat Ghana und da der Großteil der Ausrüstung von den Gläubigern geleast war, war der finanzielle Schaden erheblich. Im Vorfeld war es Anfang 2004 zur Konfrontation mit der ghanaischen Umweltschutzbehörde EPA gekommen, da man den Auflagen zur Wiederaufforstung nicht nachgekommen war. Löcher mit stehendem Wasser, in denen krankheitsübertragende Mücken brüten, rutschende Dämme (es kam zu tödlichen Unfällen), Schlammberge, Abfallhalden und zerstörte natürliche Teiche waren die ökologische Hinterlassenschaft des Konzerns. Die Umweltschäden werden auf 1,26 Millionen USD beziffert. Bislang sind nur etwa 10 % durch Liquidationserlöse kompensiert. Die örtliche Gemeinde kämpft derzeit (2005) gegen die Wiederaufnahme des Abbaus durch andere Konzerne.
In der ersten Jahreshälfte 2005 hat die Umweltschutzagentur Ghanas (Environmental Protection Agency (EPA)) mit Unterstützung der Weltbank die wichtigsten Bergbauunternehmen (Gold und Mangan) unter den Aspekten Soziale Verantwortung und Umweltschutz (Wasser, Luft, Abfallmanagement) evaluiert. Von der WACAM wurde die EPA im März 2005 aufgefordert, die Umweltstandards zu überarbeiten und ein Rohstoffabbau in Waldschutzgebieten zu verbieten. Letzterer wird zwar nach dem neuen Bergbaugesetz nicht mehr gestattet, aber noch 2005 waren Ausnahmegenehmigungen möglich.
Die Minen der AngloGoldAshanti besitzen Zertifikate südafrikanischer Sicherheitsstandards und Umweltzertifikate der ISO. Auch die Minen der Goldfields Ghana Ltd. verfügen über das Umweltzertifikat nach ISO 14001.

### Aluminium
| Export Ghanas – Aluminium – | Export Ghanas – Aluminium – | Export Ghanas – Aluminium – | Export Ghanas – Aluminium – | Export Ghanas – Aluminium – |
| Jahr | Bauxit                      | Bauxit                      | Rohaluminium                | Rohaluminium                |
| --- | --------------------------- | --------------------------- | --------------------------- | --------------------------- |
| Jahr | 1.000 t                     | Mio. USD                    | 1.000 t                     | Mio. USD                    |
| 1970 | 338,0                       | 2,0                         | 99,1                        | 31,3                        |
| 1975 | 320,4                       | 3,8                         | 65,8                        | 28,7                        |
| 1980 | 223,0                       | 3,1                         | 166,2                       | 248,3                       |
| 1985 | 124,0                       | 2,7                         | 121,4                       | 18,6                        |
| 1990 | 369,0                       | 11,0                        | 127,5                       | 230,0                       |
| 1995 | 505,0                       | 9,6                         | 120,0                       | 239,9                       |
| 1996 | 460,0                       | 9,7                         | 120,9                       | 201,5                       |
| 1997 | 470,0                       | 10,0                        | 130,0                       | 217,0                       |
| 1998 | 550,0                       | 10,5                        | 55,0                        | 81,0                        |
| 1999 | 247,0                       | 7,5                         | 124,4                       | 179,2                       |
| 2000 | 363,0                       | 8,96                        | 114,3                       | 164,0                       |
| 2001 |                             | 11,0                        |                             | 121,2                       |
| 2002 |                             |                             |                             |                             |
| 2003 |                             | 10,31                       |                             | 10,1                        |
| 2004 |                             | 7,27                        |                             | 2,3                         |
| 2008 | 690,7                       |                             |                             |                             |
| 2009 | 490,4                       |                             |                             |                             |
| Quelle: UNCTAD, Commodity Yearbook 2003, Genf 2003, Tab.213, 214, 2113, 2114, sowie UNCTAD / WTO, International Trade Statistics 2000–2004 |                             |                             |                             |                             |

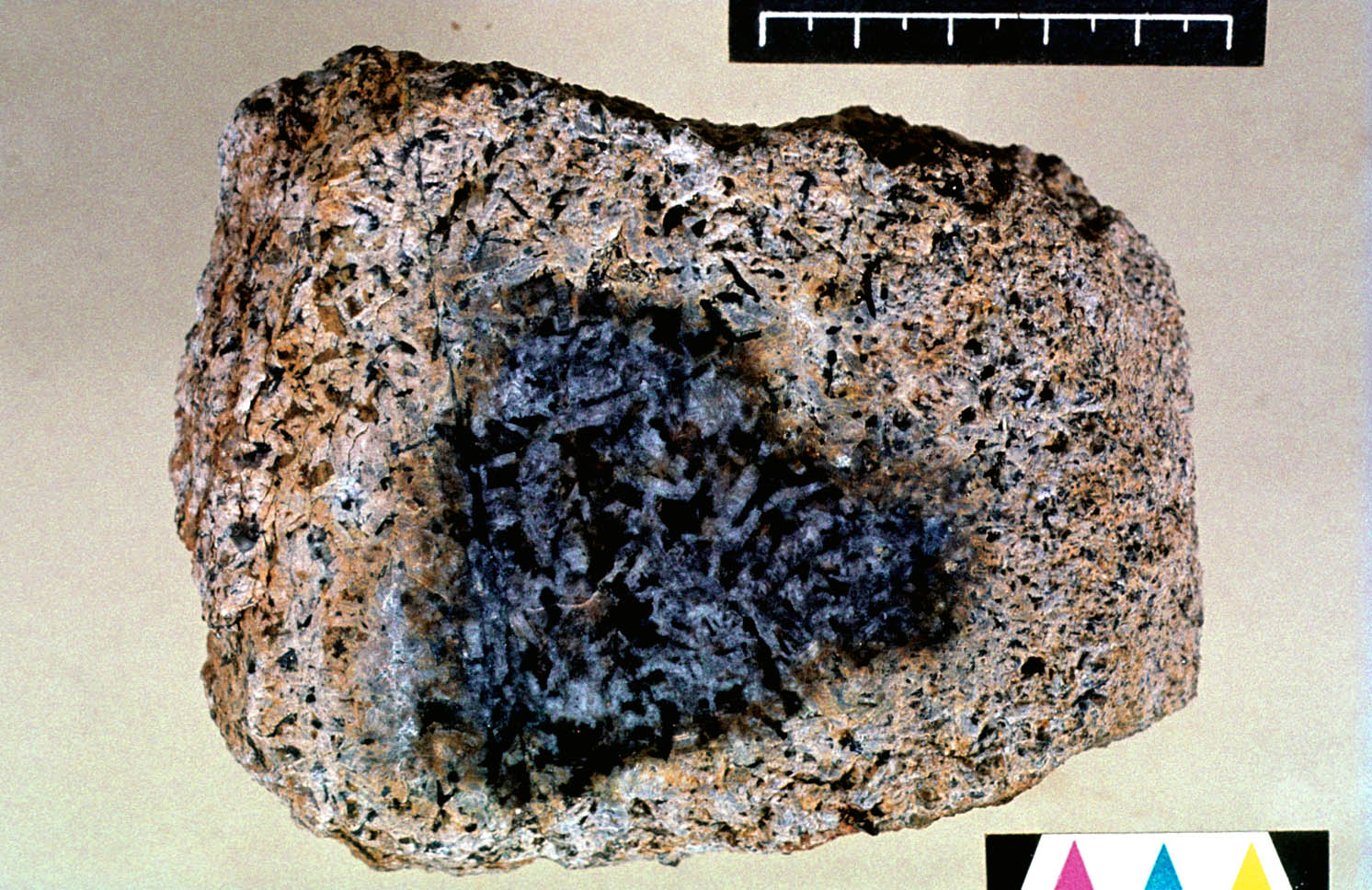
Westafrikanisches Bauxit

Ghana besitzt größere Bauxit-Lager in Akim-Abuakwa, auf dem Kwahu-Plateau und in Asante. Das größte unter ihnen ist scheinbar jenes westlich von Kumasi, wo etwa geschätzte 200 Millionen Tonnen Bauxit lagern. Es hat aber den Nachteil, dass sich die Vorkommen über eine sehr große Fläche verteilen, die ungefähr nördlich der Stadt Yenahin beginnt und bis etwa an 7° N heranreicht. Ein weiteres Lager befindet sich bei Sefwi-Bekwai. Ghanas bedeutendstes Bauxit-Lager ist jedoch der ca. 3 km von Nkawkaw entfernt liegende Ejuanema-Berg. Hier liegen nach Schätzungen aus den 1950er Jahren zwar nur ca. 1,8 Millionen Tonnen festen Bauxits neben 2,2 Millionen Tonnen Bauxitknollen, die zum Teil auch verfestigt sind (sog. „Trümmerbauxit“), aber das Lager konzentriert sich mehr oder weniger auf diesen einen Berg. Das hiesige Gestein ist gelblich, grau, rosa, rot bis braun, was im Wesentlichen durch den Gehalt von Eisenoxid-Verunreinigungen bestimmt ist. Die Färbung z. B. einer hiesigen dunkelroten Abart wird z. B. durch einen Gehalt von 54 % Fe2O3 verursacht.
Die Bedeutung der Aluminium-Lager stieg jedoch erst mit dem steigenden Aluminiumbedarf der Flugzeugindustrie, dem der Zweite Weltkrieg den entscheidenden Impuls verliehen hatte.
Trotz der in Ghana reichlich vorhandenen Lagerstätten wird heute nur ein kleiner Anteil der Bauxit-Lager bei Awaso abgebaut. Die Ausbeutung dieser Lagerstätte, die in den 1950ern von der British Aluminium Company aufgenommen wurde, wurde nach der Erlangung der Unabhängigkeit durch die Ghana Bauxite Corporation (GBC) übernommen, welche sich anfangs zu 55 % in Regierungsbesitz befand. Im Jahre 2004 betrug der Regierungsanteil an der GBC jedoch nur noch 20 %, die übrigen 80 % waren im Besitz der kanadischen ALCAN.
Aufgrund einer vernachlässigten Instandhaltung der Eisenbahnlinie, die Awaso mit dem Hafen von Takoradi verbindet, kam es in den 1970er und Anfang der 1980er Jahre zu einer starken Abnahme der exportierten Bauxitmengen. Wurden noch in den 1950er Jahren etwa 300.000 t/Jahr an Bauxit exportiert, waren es Mitte der 1980er Jahre nicht mal mehr 130.000 t/Jahr. Reparaturen der Gleisanlagen bewirkten jedoch eine Erholung des Bauxitbergbaus in der zweiten Hälfte der 1980er und den 1990er Jahren.
Wegen des hohen Energiebedarfs bei der elektrolytischen Aluminiumherstellung, hatte man nach dem Zweiten Weltkrieg das Projekt eines Großkraftwerkes in Ajena (Ajin) am unteren Volta ins Auge gefasst, das eine Leistung von 545 MW zur Aluminium-Verhüttung liefern sollte. Das Projekt ist bis zum Ende der Kolonialzeit nicht mehr zur Ausführung gekommen. Die Planungen für die Aluminiumfabriken stammten damals von der British Aluminium Corporation und der Aluminium Corporation of Canada, den beiden, zum damaligen Zeitpunkt weltweit größten Aluminiumerzeugern. Daneben sah man im Bau eines nahe gelegenen Großhafens eine weitere notwendige Voraussetzung für den wirtschaftlichen Betrieb einer Aluminium-Verhüttungsindustrie. Speziell zu diesem Zweck wurde noch zu Kolonialzeiten bei Tema (40 km östlich von Accra) mit der Erbauung eines Großhafens begonnen, der schließlich 1961 eröffnet wurde. Mit dem 1966 am Volta-Stausee bei Akosombo eröffneten 912 MW-Wasserkraftwerk war dann auch die energiemäßige Voraussetzung einer Aluminiumhütte hergestellt, die bei Tema mit amerikanischem Kapital errichtet wurde. Die Betreibergesellschaft der Aluminiumschmelze, VALCO (Volta Aluminium Corporation), befand sich zum damaligen Zeitpunkt (bis 2004) zu 90 % im Besitz der US-amerikanischen Kaiser Corporation (heute Kaiser Aluminium and Chemicals Corporation). Angeblich aus Kostengründen wurde bei Tema jedoch bislang nur aus Jamaika importiertes Rohmaterial verarbeitet, das bei Awaso geförderte Bauxit gelangt bis heute vollständig in den Export. Die Aufnahme eines weiteren lokalen Bauxit-Abbaus wurde seinerzeit von Kaiser erfolgreich verhindert.
Um dennoch die Verarbeitung landeseigener Erze in Tema aufzunehmen, hatte man die Erschließung der näher bei Tema gelegenen Bauxitlager von Kibi ins Auge gefasst und auch eine entsprechende Eisenbahnlinie dorthin errichtet. Zu einem Beginn der Ausbeutung der Kibi-Lager kam es bisher jedoch nicht. Eine geringere Nachfrage nach Aluminium auf dem Weltmarkt in den 1980er Jahren sowie Jahre der Trockenheit, welche sich in einer geringeren Leistung des Akosombo-Wasserkraftwerkes niederschlugen, hinterließen auch ihre Spuren in Ghanas Aluminiumindustrie, wie die dargestellten Exportzahlen verdeutlichen, denn die Tema-Schmelze besitzt eine Produktionskapazität von 200.000 t Rohaluminium pro Jahr. Die geringeren Ausbringungsmengen können dabei im Wesentlichen auf Energieknappheit zurückgeführt werden. Die amerikanischen Betreiber von VALCO bestanden jedoch ihrerseits auf die Einhaltung vertraglicher Liefermengen an Elektroenergie. Der daraus entstandene Streit hatte schließlich zur Folge, dass der Vertrag zwischen der staatseigenen Volta River Authority (VRA), welche das Kraftwerk am Volta betreibt, und der VALCO bezüglich der Belieferung der Tema-Schmelze mit elektrischen Strom nicht verlängert wurde, als er im April 1997 auslief. Die Hauptgründe für die unterbliebene Vertragsverlängerung lagen allerdings hauptsächlich darin, dass man sich nicht hinsichtlich eines neuen Vertrages einigen konnte. Dies betraf im Kernpunkt die preisliche Ausgestaltung, zu der Kaiser und VRA unterschiedliche Vorstellungen besaßen und jede Seite auf ihren Forderungen beharrte. Die VRA sah dabei im eingeforderten Strompreis eine Reflexion der bei der Energieproduktion entstandenen Eigenkosten, die man sonst nicht kompensieren könne, während Kaiser nur einen Preis zu zahlen bereit war, der sich am Weltmittel der Produktionskosten für Elektroenergie orientierte. Trotz der unterbliebenen Vertragsverlängerung blieb zunächst die Tema-Schmelze auch weiterhin mit Strom der VRA in Betrieb. Im Januar 2003 gelangte der Streit vor einen Vermittlungsausschuss in Washington D.C., in dem der frühere Präsident des Internationalen Gerichtshofes in Den Haag, Stephen Schwebel, den Vorsitz führte. Eine Einigung kam jedoch nicht zustande. Kaiser und VRA brachen nach einiger Zeit die Gespräche ab und beantragten stattdessen einen Schiedsspruch durch die International Chamber of Commerce. Trotz eines teilweisen Nachgebens der ghanaischen Regierung kam bis 2004 keine Einigung zustande, worauf die Tema-Schmelze ihren Produktionsbetrieb einstellen musste. Im Juli 2004 entschloss sich die Regierung Ghanas, die 90%igen Kaiser-Anteile an der VALCO zu kaufen.
In der Jahresmitte 2004 kam es auch zu einem fünfwöchigen Stillstand in der Bauxitausfuhr aufgrund von Schäden an der Eisenbahnstrecke Awaso-Takoradi. Letzten Endes finanzierte die GBC und die PMMC den Ankauf von Ersatzteilen und Lastwaggons für die Eisenbahngesellschaft GRC (Ghana Railways Corporation).
Am 26. Januar 2005 unterzeichneten die ghanaische Regierung und der US-amerikanische Aluminiumkonzern Alcoa (welcher die restlichen 10 % Anteile an VALCO besitzt) ein Memorandum of Understanding über die Aufnahme des Bauxit-Abbaus in Kibi und Nyinahin (Eastern Region), die Wiederaufnahme der Produktion in der Tema-Schmelze, den Bau einer weiteren Aluminiumfabrik sowie zur Verbesserung der dazugehörigen Infrastruktur mit Schwerpunkt Eisenbahn. Aktuell ist die Tema-Schmelze geschlossen, da in Ghana nicht die benötigte elektrische Leistung von 150 MW zur Verfügung steht. Es wird nicht davon ausgegangen, dass kurz- oder mittelfristig die benötigte Stromkapazität zur Verfügung gestellt werden kann. Dadurch entgehen der Wirtschaft von Ghana 300 US$ Mil. pro Jahr.

### Mangan
| Export Ghanas – Mangan –                                                    | Export Ghanas – Mangan –   | Export Ghanas – Mangan –   | Export Ghanas – Mangan – | Export Ghanas – Mangan – |
| Jahr                                                                        | Manganerze und Konzentrate | Manganerze und Konzentrate | Ferromangan              | Ferromangan              |
| --------------------------------------------------------------------------- | -------------------------- | -------------------------- | ------------------------ | ------------------------ |
| Jahr                                                                        | 1.000 kg                   | Mio. USD                   | 1.000 kg                 | Mio. USD                 |
| 1970                                                                        | 403,3                      | 7,1                        |                          |                          |
| 1975                                                                        | 367,0                      | 14,8                       |                          |                          |
| 1980                                                                        | 236,0                      | 13,7                       |                          |                          |
| 1985                                                                        | 252,0                      | 9,0                        |                          |                          |
| 1990                                                                        | 295,0                      | 19,5                       |                          |                          |
| 1995                                                                        | 250,0                      | 9,0                        |                          |                          |
| 1996                                                                        | 300,0                      | 9,0                        |                          |                          |
| 1997                                                                        | 300,0                      | 9,5                        | 0,5                      | 0,1                      |
| 1998                                                                        | 387,2                      | 12,0                       | 1,1                      | 0,3                      |
| 1999                                                                        | 479,4                      | 5,8                        | 3,5                      | 0,9                      |
| 2000                                                                        | 645,7                      | 21,0                       | 5,6                      | 1,5                      |
| 2008                                                                        | 934,6                      |                            |                          |                          |
| 2009                                                                        | 1.000,0                    |                            |                          |                          |
| Quelle: UNCTAD, Commodity Yearbook 2003, Genf 2003, Tab. 252, 253, 257, 258 |                            |                            |                          |                          |

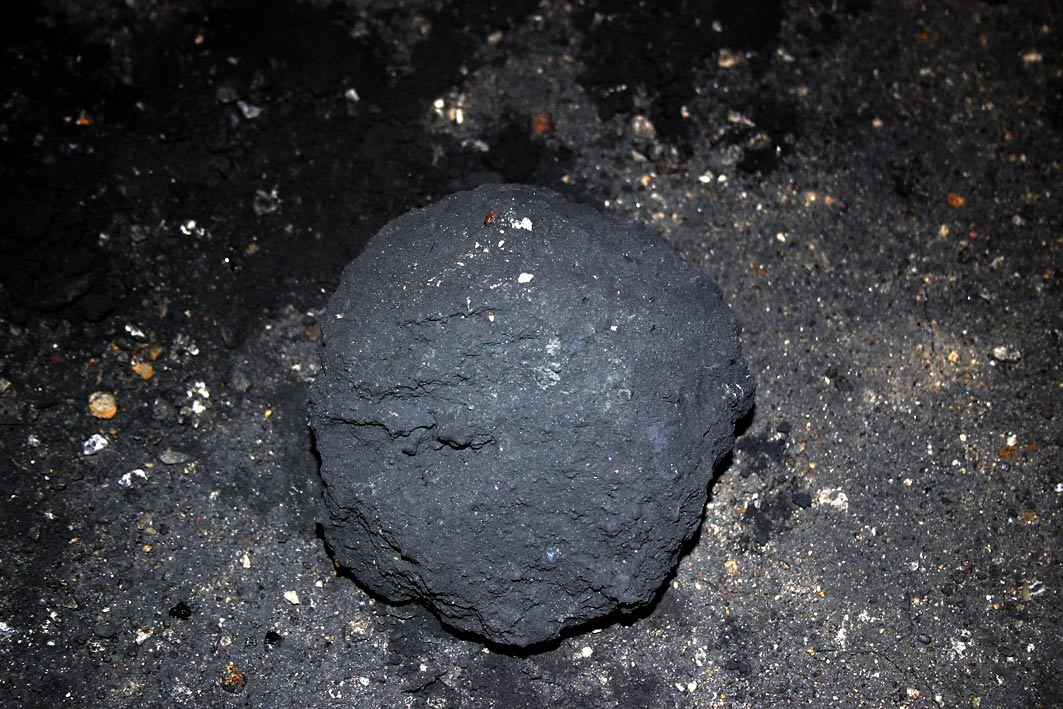
Manganerz

Im Jahre 1914 wurden bei Nsuta nahe der Eisenbahnlinie Sekondi-Tarkwa umfangreiche Manganvorkommen in Form von Braunstein entdeckt. Die günstige Lage dieser Lagerstätte und der Ausbruch des Ersten Weltkrieges begünstigten eine rasche Entwicklung des Exportes, da Mangan vor allem bei der Desoxidation von Eisen und Stahl sowie bei der Akkumulatorherstellung Anwendung findet, so dass Mangan damals kriegswichtige Bedeutung besaß.
Nach der Erlangung der Unabhängigkeit betrieb zunächst bis in die 1970er Jahre hinein die African Manganese Company die Ausbeutung der Nsuta-Mine mit jährlichen Ausfuhrraten, die zwischen 400.000 und 600.000 t schwankten. In den 1970er Jahren ging die Gesellschaft in die staatseigene Ghana Manganese Corporation über.
Veraltete Technik und begrenzte Transport und Umschlagskapazitäten zum und im Hafen von Takoradi hielten jedoch die Produktions- und Ausfuhrmengen von Manganerzen bis in die 1990er Jahre hinein niedrig, steigerten sich aber dramatisch seit 1995. Dies war das Jahr, in welchem Ghana die bislang staatliche Ghana Manganese Corporation privatisiert hat. Ghana rangiert inzwischen auf Platz 8 in der Liste der größten Manganproduzenten der Welt. Die Nsuta-Mine ist die drittgrößte Manganmine der Welt.

### Diamanten
| Karat                                   |           |
| 1980                                    | 1.148.678 |
| 1985                                    | 636.127   |
| 1990                                    | 636.503   |
| 1995                                    | 631.708   |
| 1996                                    | 714.738   |
| 1997                                    | 829.524   |
| 1998                                    | 822.563   |
| 1999                                    | 681.576   |
| 2000                                    | 878.011   |
| 2001                                    | 1.090.072 |
| 2002                                    | 963.493   |
| 2008                                    | 598.042   |
| 2009                                    | 354.443   |
| Quelle: Ghana Minerals Commission, 2006 |           |

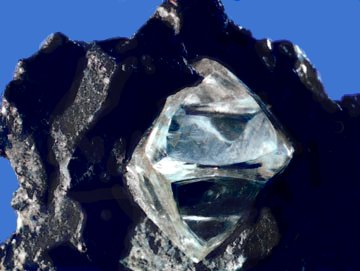
Rohdiamant

Im Jahre 1919 wurden nordwestlich von Kibi am Birim-Fluss erste Diamantvorkommen entdeckt. Bis 1924 folgten weitere Entdeckungen in der Gegend um Oda, um Akwatia und im Bonsa-Tal, das ca. 30 km südwestlich von Tarkwa gelegen ist. Bei den ghanaischen Lagern handelt es sich, wie bei den meisten Diamanten-Lagerstätten auf der Welt, um angeschwemmte Gesteinstrümmer (sog. Seifen), in denen auch andere Edelsteine und Edelmetalle vorkommen. Die Vorkommen von Oda und Akwatia eigneten sich dabei auch zum Abbau im industriellen Maßstab, so dass in den 1920er Jahren entsprechende Konzessionen an verschiedene europäische Unternehmen vergeben wurden. Die Bonsa-Vorkommen überließ man damals aufgrund der geringen Vorkommensdichte von Diamanten im Boden einheimischen Klein- und Kleinstschürfern (diggers). Der Anteil der Kleinschürfer an der Gesamtausbringungsmenge der Diamantenproduktion war jedoch damals bemerkenswert hoch: Von den im Jahre 1960 produzierten 3.273.000 Karat kamen mehr als die Hälfte von den Kleinschürfern. Dies änderte sich rapide in den 1960er Jahren. Im Jahre 1965 kam auf die Gesamtproduktion von 2.273.000 Karat nur noch ein Digger-Anteil von 51.000 Karat, 1969 waren es von 2.391.000 Karat lediglich noch 7.000 Karat, der von den Kleinschürfern eingebracht worden war. Dieser Rückgang des Kleinschürfer-Anteils war im Wesentlichen ein Ergebnis der ghanaischen Staatspolitik. Nachdem die Staatsregierung Ghanas im Jahre 1961 zu einer Regulierung von Devisenwechselkursen übergegangen war und somit auch die Aufkaufpreise für die geförderten Rohdiamanten bestimmte und 1963 auch mit dem Diamond Marketing Board eine staatseigene Monopolgesellschaft für den Diamantenaufkauf eingerichtet hatte, ließ das Interesse der Kleinschürfer rapide nach, was die mühevolle Schürferei anbelangte. Hinzu kam, dass dadurch der Schmuggel aufblühte, denn im Ausland ließen sich die geschürften Diamanten weitaus besser verkaufen, als bei den einheimischen Tiefpreis-Aufkäufern. Als dann noch 1965/66 seitens der Regierung alle bisherigen Kleinschürfer-Lizenzen ausgesetzt (einstweilig aufgehoben) wurden, war dies für viele ein weiterer Anlass, mit der ohnehin sehr mühseligen Kleinschürferei aufzuhören. Ohne Zweifel war die Bedeutung des Produktionsfaktors Mensch in diesem Wirtschaftssektor von den damaligen Autoritäten weit unterschätzt worden.
Die Diamanten-Gewinnung aus den Akwatia-Feldern wurde nach der Erlangung der Unabhängigkeit vom Consolidated African Selection Trust sowie zwei kleineren ausländischen Gesellschaften betrieben. Erstere Gesellschaft ist inzwischen in die staatliche Ghana Consolidated Diamonds übergegangen, die heute praktisch Alleinproduzent ist. Die meisten der heute von Ghana exportierten Rohdiamanten sind Industriediamanten.
Ghana ist seit November 2002 Mitglied im Kimberley-Prozess, d. h. des Kimberley Process Certification Scheme (KPCS), dessen Ziel in einer Verhinderung des Exports von Blutdiamanten besteht. Ghana stellt für den Export von Diamanten seit 1. Januar 2003 Kimberley-Zertifikate aus, die gemäß dem Diamantengesetz (Export and Import of Rough Diamants Act) vom 12. Dezember 2002 in Zusammenarbeit mit der Vertretung Kanadas in Ghana erstellt werden.
Es hat in den vergangenen Jahren einige Äußerungen gegeben, die Ghana der Einfuhr von „Blutdiamanten“ aus der Elfenbeinküste verdächtigen. Trotz der Mitgliedschaft Ghanas im Kimberley-Prozess steht Ghanas Regierung im Verdacht, Diamanten aus dem durch den Bürgerkrieg zerrissenen Nachbarland Elfenbeinküste umzudeklarieren und mit einem Kimberley-Siegel als ghanaische Ware in den Handel zu bringen. Der Verdacht wird nach einigen Quellen genährt durch die Steigerung der Ausfuhr an Diamanten zwischen 2000 und 2005 um 60 Prozent, ohne dass sich im gleichen Umfang die Fördermengen erhöhte.

### Erdöl und Erdgas
| Mio. USD                                                     |      |
| 1970                                                         | 0,7  |
| 1975                                                         | 20,3 |
| 1980                                                         | 3,7  |
| 1985                                                         | 31,9 |
| 1990                                                         | 42,9 |
| 1995                                                         | 44,6 |
| 1996                                                         | 82,7 |
| 1997                                                         | 50,0 |
| 1998                                                         | 37,8 |
| 1999                                                         | 56,1 |
| 2000                                                         | 81,8 |
| Quelle: UNCTAD, Commodity Yearbook 2003, Genf 2003, Tab. 112 |      |

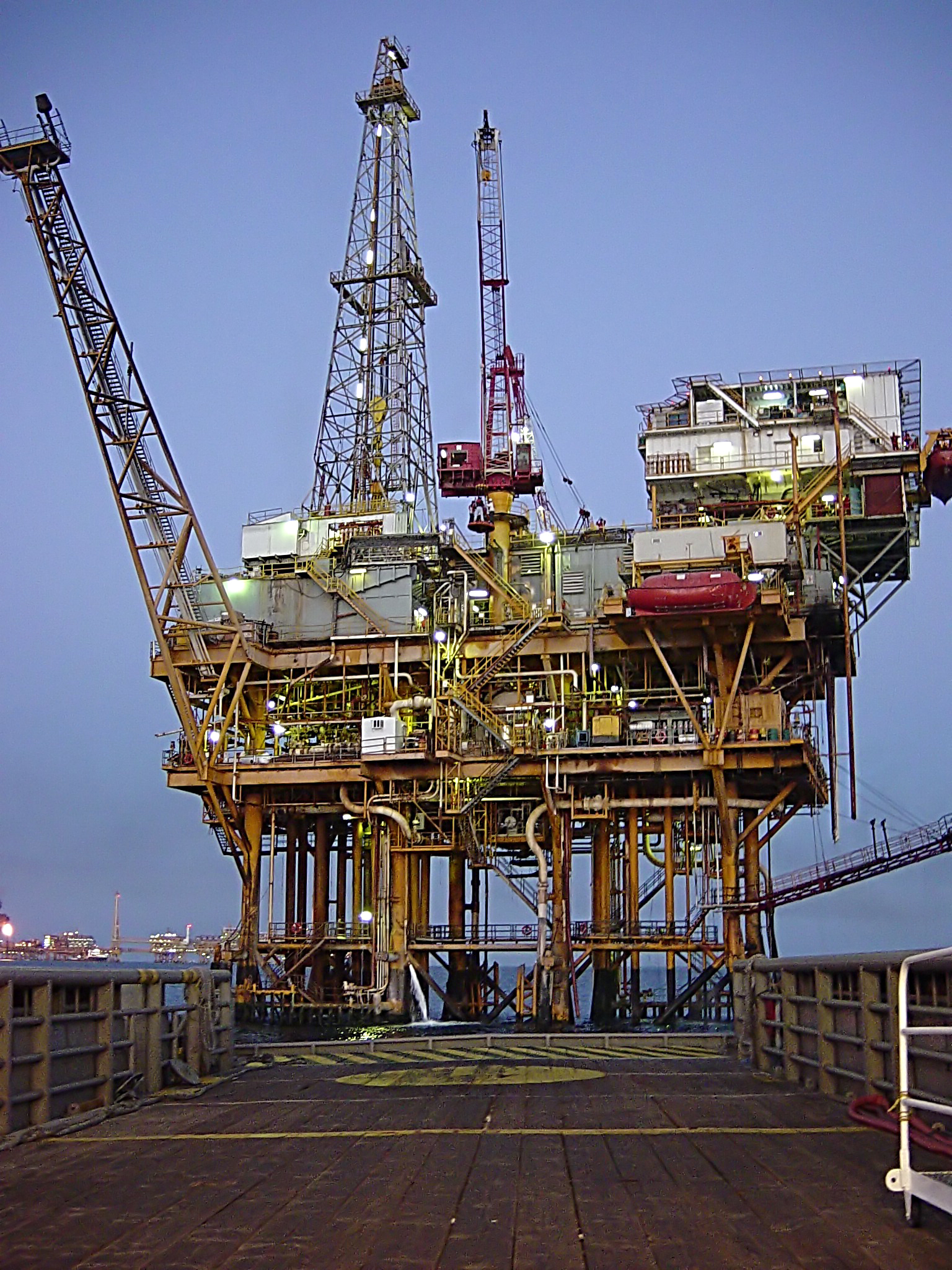
Offshore-Plattform im Golf von Mexiko

Unter der westafrikanischen Küste wird ein gigantisches zusammenhängendes Ölfeld vermutet, das sich entlang der Küste etwa zwischen Angola und der Elfenbeinküste erstrecken soll und geschätzte 105 Mrd. Barrel Erdöl enthalten soll. In den USA rechnete man 2005 damit, dass spätestens 2015 Westafrika etwa ein Viertel des US-Bedarfs an Erdöl abdecken wird. Die US-Regierung hat daher die westafrikanische Küste von der Elfenbeinküste bis einschließlich Angola zu „nationalen Interessenzone“ erklärt. Erdöl aus diesem Fördergebiet besitzt aus amerikanischer und europäischer Sicht drei Hauptvorteile, die sich in einer geringeren Kostenintensität des Imports niederschlägt. a) Das Öl ist schwefelarm, wodurch der Raffinationsprozess weniger aufwendig ist. b) Die Transportwege nach den USA und Europa sind geringer als z. B. von der arabischen Halbinsel. c) Mit Ausnahme von Nigeria ist keines der Küstenstaaten Mitglied des OPEC-Kartells und wäre somit nicht an dessen Preispolitik gebunden.
Entdeckt wurden Ghanas Erdölvorkommen im Jahre 1970 von der Signal/Amoco Group. Ghanas Erdölproduktion begann 1978, als die US-amerikanische Agripetco auf dem Kontinentalsockel 12 km vor der Küste bei Saltpond die Förderung aufnahm. Die Reserven des hiesigen Ölfeldes wurden bei seiner Erschließung auf 7 Mio. Barrel geschätzt. Anfänglich wurden hier 4800 Barrel/Tag gefördert, die Menge ging aber in den frühen 1980er Jahren auf 580 Barrel/Tag zurück und im Jahre 1985 wurde die hiesige Förderung gänzlich eingestellt.
1983 wurde von der ghanaischen Regierung die Ghana National Petroleum Corporation (GNPC) errichtet, welche einen weiteren Ausbau der Förderung vor der Küste durch Vergabe von Förderrechtsanteilen koordinieren soll. Im Jahre 1984 wurden alle Förder- und Produktionsrechte in Bezug auf Erdöl unter die Wirkung des 1984 erlassenen Petroleumgesetzes gestellt, welches der Regierung gestattete, einen anfänglichen 10%igen Anteil an jedem unternehmerischen Vorhaben in Bezug auf Erdöl zu erwerben mit dem Optionsrecht, bis zu 50 % der Produktion aufkaufen zu können und bis zu 50 % der Ausbringungsmenge als Abgabe (Royalty) einfordern zu dürfen. Die staatliche Mineralölreserve Ghanas wurde im Dezember 1995 auf 16 Mio. Barrel geschätzt. 1995 wurde auch entschieden, die 1974 vor der Küste am Kap der drei Spitzen entdecken Erdgaslager neu zu bewerten und 1997 unterzeichnete die GNPC Verträge mit zwei ausländischen Konsortien hinsichtlich der Ausbeutung und Produktion von Erdgas aus diesem Gebiet.
Im September 1995 unterzeichneten Ghana, Togo, Benin und Nigeria einen Vertrag über den Bau einer Erdgaspipeline von Nigeria nach Ghana. Im Mai 2003 trafen diese Staaten eine weitere Übereinkunft hinsichtlich der Bildung der West African Pipeline Company (WAPC) als gemeinsame Betreibergesellschaft für die Pipeline. Gemäß der ghanaischen Regierung wurde die 16,3%ige Einlage Ghanas am Eigenkapital der WAPC im Jahre 2004 in voller Höhe eingezahlt. Es wurde erwartet, dass die Pipeline Mitte 2005 das erste Gas liefern würde. Daneben wurde Ghanas einzige Ölraffinerie, die von der Ghanaian-Italian Petroleum Corporation betriebene Tema Oil Refinery (TOR), mit Anlagen erweitert, die Überschüsse der mittleren Siedefraktionen in Flüssiggas und Leichtbenzin umwandeln sollen. Auch wurde die TOR der GNPC übereignet. Die Pläne zu einer teilweisen Privatisierung von TOR, nach denen 30 % der Anteile an einen „strategischen Investor“ verkauft werden sollen, der auch die Kontrolle über das Management und 25 % des Börsenflusses erhalten sollte, wurden jedoch im November 1998 vom ghanaischen Parlament gestoppt. Das Parlament erhob Einspruch gegen den Verkauf von TOR sowie der Ghana Oil Company (GOC), da diese zu den „strategischen Vermögenswerten“ des Landes gehören würden. Dies wiederum stieß beim Internationalen Währungsfonds (IWF) der Weltbank auf Widerstand, der sich daraufhin veranlasst sah, im Januar 1999 die Regierung darauf zu drängen, die Privatisierungspläne wie geplant umzusetzen.
Im Jahre 2000 vereinbarte die GNPC ein Joint-Venture mit Lushan Eternit, der ghanaischen Tochtergesellschaft der Lushan International Energy Group aus Houston/Texas, zum Zwecke der Sanierung der Produktionsanlagen.
Im Oktober 2002 gab die britische Dana Petroleum PLC die Entdeckung erdölführender Schichten im westlichen Tief-Wasser-Bereich des Tano bekannt. Ein weiterer Fund in einem nahe gelegenen Flachwasserbereich wurde einige Tage später gemacht. In beiden Fällen war man in einer Tiefe von 1860 m auf eine etwa 23 m starke ölführende Sandsteinschicht gestoßen, die möglicherweise mehrere Hundert Millionen Barrel an Rohöl enthalten könnte. Da der Sandstein aber von schlechter Qualität und das Öl relativ dickflüssig ist, ist die Realisierung einer Förderung in der Zukunft stark abhängig davon, wie Technologien angewendet werden können, um eine Förderung effizient zu gestalten. Dies war auch der Fokus einiger Studien, die im Jahre 2003 begonnen wurden. Die ghanaische Regierung hat daraufhin Dana eine dreijährige Verlängerung ihrer Untersuchungslizenz bis Mitte 2007 angeboten.
Im Jahre 2004 wurde die Produktion von TOR gedrosselt und nur noch auf die reine Raffination von Rohöl beschränkt. Gleichzeitig wurde auch der bislang unter Staatsmonopol stehende Import von Erdölendprodukten für den Ölvertriebsgesellschaften des privaten Sektors (oil-marketing companies (OMCs)) geöffnet, allerdings nur in Submission, das heißt gegen Angebot nach Ausschreibung. Im März 2004 war der erste Submittent gefunden. Anfang 2005 begann die Regierung mit einer Treibstoffpreisderegulierung und kündigte an, dass von nun an neue Preise von den OMCs festgesetzt werden können, allerdings unter der Oberaufsicht einer unabhängigen National Petroleum Authority (NPA), deren Regulierungsbefugnisse 2005 auch gesetzlich verankert wurden. Dies führte zunächst zu einer ersten drastischen Preiserhöhung bei Vergaserkraftstoff für Otto-Motoren, Diesel und anderen Erdölendprodukten.
Am 30. Juli 2004 unterzeichnete die ghanaische Regierung einen Vertrag mit der oben erwähnten Lushan über die Erdölförderung während der nächsten 20 Jahre. Ebenso wurde am 22. Juli 2004 ein Vertrag zwischen der GNPC im Namen der Regierung und der Kosmos Energy aus Houston/Texas geschlossen, die bereits in Äquatorialguinea Ölförderung betreibt. Kosmos soll drei Jahre lang auf einem 1000 km² Areal vor dem Kap der drei Spitzen nach Öl suchen und bei Ölfund wurden Abbau und Förderrechte für 23 Jahre in Aussicht gestellt.
Im Jahre 2007 wurden vor der Küste von Ghana Erdölvorkommen entdeckt. Im Jahre 2010 (4. Quartal) hat die Förderung begonnen. Die Förderung lag im Jahr 2012 bei 72.000 Barrel pro Tag und im Jahr 2013 bei 100.000 Barrel pro Tag. Dadurch dürfte Ghana zum 50. größten Erdölförderland werden (Deutschland ist auf Platz 47). Insgesamt sollen bis zu drei Milliarden Barrel Öl in den Feldern vor der Küste liegen. Betreiber der Erschließung ist Kosmos Energy Ghana, Ableger eines texanischen Spezialisten für die Erkundung von Ölvorkommen. Daneben sind vor allem der britische Ölkonzern Tullow Oil und die US-Konkurrenz Anadarko Petroleum mit an Bord. Die Ghana National Petroleum Corporation ist laut Kosmos lediglich mit einem Zehn-Prozent-Anteil beteiligt. Tullow Oil vermutet rund 800 Millionen Barrel in dem Jubilee-Ölfeld. Ab 2011 werden die ersten Einnahmen aus der Ölförderung in den Staatshaushalt von Ghana fließen. Der westafrikanische Staat will seine Erlöse aus der Förderung von Erdöl in einen Fonds zum Kapitalaufbau für die Zukunft einbringen und Teile davon in erneuerbare Energien investieren.
Der Eigenbedarf Ghanas an Öl wird derzeit (2008) mit 56.000 Barrel/Tag veranschlagt. Ghanas derzeitige Fördermenge (2008) beträgt etwa 7.399 Barrel/Tag. (zum Vergleich: Elfenbeinküste 35.000 Barrel/Tag). Derzeit wird nur aus einer von sechs erschlossenen Quellen gefördert. Weiteres Rohöl bezieht Ghana hauptsächlich aus Nigeria, Iran, Libyen und Algerien.
Eine Nutzung der Gasreserven findet bislang nicht statt, was auf die hohe Kapitalintensität eines möglichen Abbaus zurückzuführen ist. Ende Mai 2005 hat ein norwegisches Unternehmen die Entdeckung eines weiteren, kommerziell nutzbaren Gasfeldes im Westen Ghanas bekannt gegeben.

### Sonstige abbaubare Mineralien
Wo in der Natur Gold zu finden ist, ist fast immer auch Silber vorhanden. Untersuchungen zu Kolonialzeiten zeigten, dass die Quarzriffe des Tarkwadistriktes, welche die goldführenden Hügel östlich und westlich begleiten, silberhaltig sind. Das Gleiche gilt für Kupfer und Nickel, die auf dem Territorium Ghanas an verschiedenen Stellen zumeist in geringen Mengen auftreten. Kupfer hat man reichlich in Vergesellschaftung mit Silber am Birim gefunden. Angesichts der bedeutend reicheren Goldlagerstätten hatte man zu Kolonialzeiten vornehmlich erst einmal in die wirtschaftliche Ausbeutung der Goldlager investiert, während man den Abbau der anderen Lagerstätten zunächst als nicht lohnend erachtete. Dennoch wird heute zumindest das mit dem Gold vergesellschaftete Silber, das bei der Goldproduktion mit erhalten wird, abgeschieden und ebenfalls exportiert. Der mit der Einführung von Glasfasertechnologie und digitaler Fotografie inzwischen weltweit gesunkene Bedarf an Kupfer und Silber lässt heute die Wirtschaftlichkeit eines separaten Abbaus von Silber, Kupfer und Nickel fraglich erscheinen.

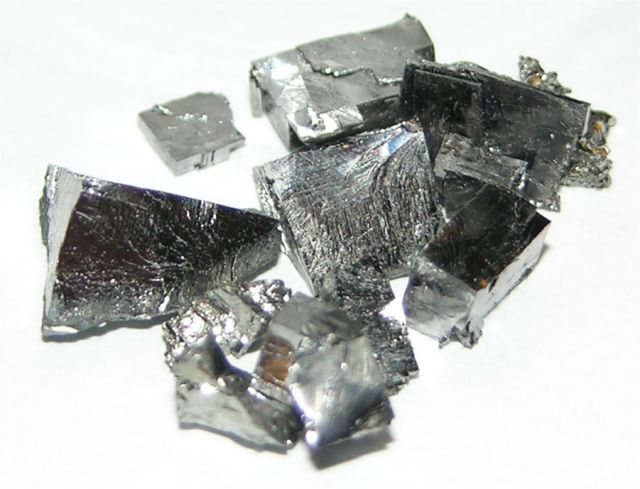
Hochreines Tantal in Bruchstücken

Ein weiterer Bodenschatz Ghanas ist Tantal. Eine diesbezügliche Mine befindet sich in Oda (Akim) wird und wird heute (2005) vom Unternehmen AFIMEX ausgebeutet, das den Abbau im Auftrag der Leo Shield Exploration Ghana Ltd. betreibt. Das Tantalmineral lagert hier in einer 176.000 m³ großen Anschwemmung mit einem durchschnittlichen Gehalt von 210 g/m³. Tantal wird hauptsächlich zur Stahlveredlung verwendet und dient unter anderem als Platinersatz in der Mikroelektronik.
Nach über 40 Jahren ruhender Produktion wurde Anfang der 2000er Jahre auch wieder begonnen, Kalkstein für die lokale Zementproduktion abzubauen. Daneben wird auch im Goldbergbau Kalk benötigt. Größere Kalklager befinden sich bei Nauli (Western Region) und Buipe (Northern Region). Bislang wurde benötigter Kalk aus Europa importiert.
Weitere abbaufähige Minerale Ghanas mit Zukunftspotential wären Niobminerale, Feldspat, Kaolin, Kieselerde, Granit, Marmor sowie Jaspis und Quarze für die Schmuckherstellung.
Daneben hat man auch Vorkommen von Arsen- und Quecksilbererzen an der Küste zwischen Winneba und Apam festgestellt, sowie mineralische Vorkommen, die sich zur Herstellung von Schwefel eignen würden. Eine inzwischen weltweit kaum mehr vorhandene Nachfrage in Verbindung mit dem Umstand, dass Arsen-, Quecksilber- und Schwefelverbindungen heutzutage eher ein Entsorgungs- als Besorgungsproblem darstellen, ist der Grund, warum man von der Erschließung dieser Lagerstätten absieht.
Auch existieren im Osten Ghanas Eisenerzvorkommen, deren Eisengehalt jedoch als zu gering eingestuft wurde, um eine industrielle Ausbeutung und Verarbeitung wirtschaftlich erscheinen zu lassen.

## Institutionen in Ghanas Bergbausektor

### Ministry of Land, Forestry and Mines
Das Ministerium für Land, Forsten und Bergbau ist zuständig für die nationale Bergbaupolitik. Es verhandelt, vergibt, verwirkt, setzt aus und erneuert bergbauliche Rechte. Dieses Ministerium gibt es seit Anfang 2005, davor gab es ein eigenständiges Ministerium für Bergbau.

### Minerals Commission
Die Mineralienkommission wurde per Gesetz 1993 geschaffen. Sie besitzt eine Überwachungsfunktion hinsichtlich aller Aktivitäten im Bergbausektor, sie formuliert Vorschläge für die nationale Bergbaupolitik, sie kontrolliert und bewertet die Umsetzung gesetzlicher Vorgaben. Sie ist das Verbindungsglied zwischen Regierung und Bergbauindustrie und sie ist die erste Anlaufstelle für potentielle Investoren und Auskunftsstelle für alle wesentlichen Informationen. Die Mineralienkommission besitzt eine umfangreiche Datensammlung.

### Chamber of Mines
Sie existiert als Industrie- und Handelskammer für den Bergbausektor seit über 75 Jahren. Sie ist als Interessenverband der Bergbauunternehmen eine Organisation des privaten Sektors. Sie erarbeitet Vorschläge für die Gesetzgebung.

### Mines Department
Das Bergbauamt ist zuständig für Gesundheits- und Sicherheitsaspekte, sowie für das Datenarchiv.

### Precious Minerals Marketing Corporation (PMMC)
Die 1989 gegründete PMMC ist der einzige in Ghana zugelassene Aufkäufer und Alleinexporteur für Gold, Silber, Diamanten und sonstige Edelsteine und Halbedelsteine. Eine Ausfuhr dieser Güter ist nur über die PMMC mit präzisen Vorschriften und strenger Kontrolle möglich. Darüber hinaus unterstützt die PMMC auch die Bemühungen von Goldschmieden, Designern und Juwelieren, Gold und Diamanten aus Ghana zu Schmuck zu verarbeiten und im Ausland zu vermarkten. Die Gesellschaft stellt selbst in großem Umfang Schmuck her.

### Environmental Protection Agency (EPA)
Die EPA ist Ghanas staatliche Umweltschutzbehörde und unter anderem auch zuständig für Umweltschutzaspekte im Bergbau.

### Forestry Commission
Die Forstkommission ist zuständig für alle Belange, welche Ghanas Wälder betreffen. Sie kontrolliert die Umsetzung der Wiederaufforstungsvorgaben für die Bergbaugesellschaften, hat aber wenig Möglichkeiten, sich gegen die mächtige Bergbauindustrie durchzusetzen.

### Lands Commission
Die Landkommission ist zuständig für die Landverwaltung und Landpolitik in Ghana. Sie sammelt für die Bergbauindustrie juristisches Material, Urkunden usw. Sie ist es, welche Pachtverträge an die Inhaber von Erforschungs-, Ausbeutungs- und Bergbaulizenzen vergibt, welche die Mineralienkommission erteilt hat.

## Wichtige Bergbaukonzerne

### Gold
- AngloGold Ashanti Corp., Jointventure Ghana und Südafrika, weltweit zweitgrößter Goldbergbaukonzern, Minen: Obuasi, Teberebie, Iduapriem, Ayanfuri, Bibiani, Asikam
- Goldfields Ghana Ltd. (Goldfields Ltd. Südafrika), weltweit viertgrößter Goldproduzent, Konzession in Tarkwa und Abosso, Mine u. a.: Tarkwa (Tagebau)
- Bogoso Goldfields/Prestea Sankofa Gold Ltd. (Golden Star Resources, USA). Der Mutterkonzern Golden Star Resources ist der drittgrößte Bergbaukonzern der Welt. Minen: Bogosu (Wassa District), Bondaye (Golden Star)
- Newmont Minig Corp. (USA), weltweit größter Goldproduzent aus Denver, Colorado
- Red Back Mining (USA). Mine: Chirano
- Naworo Ltd. (Deutschland), Sitz in Berlin, Unterlizenz der Newmont Konzession, noch im Aufbau
- Obenemase Gold Mines (Australien), Mine: Konongo (ist inzwischen aufgegeben)
- Golderae Mining Co., Mine: Kwabeng (seit 1990)
- Wexford Goldfields Ltd., Tochtergesellschaft von Bogoso Goldfields, Mine: Akyempim
- Resolute Amansie Ltd. (Australien)

### Andere Mineralien
- Diamanten: Ghana Consolidated Diamonds, besitzt einen staatlichen Direktor, Mine: Akwatia
- Bauxit: Ghana Bauxite Company, 80 % Beteiligung durch Alcan (Kanada), Mine: Awaso
- Mangan, Ghana Manganese Company, Mine: Nsuta
- Tantal: Afimex / LeoGoldshield, Mine: Akim-Oda